# Concepción (Peru)
Concepción ist die Hauptstadt der Provinz Concepción in der Region Junín in den zentralperuanischen Anden. Die Stadt hatte beim Zensus 2017 13.478 Einwohner. 10 Jahre zuvor lag die Einwohnerzahl bei 11.682. Sie ist Verwaltungssitz des Distrikts Concepción.

## Lage
Concepción liegt in Zentral-Peru im Andenhochland am linken Flussufer des nach Südosten strömenden Río Mantaro auf einer Höhe von 3283 m. Nach Huancayo im Südosten sind es etwa 50 km, im Nordwesten liegt Jauja mit einem Flugplatz in 60 km Entfernung.

## Geschichte
Der Ort wurde durch die spanischen Eroberer am 8. Dezember 1537 gegründet. In der Geschichte Perus spielt Concepción eine Rolle, als die im Salpeterkrieg vordringende chilenische Armee am 9. und 10. Juli 1882 bei einem Gefecht nahe der Plaza de Armas von Concepción einen empfindlichen Rückschlag erfuhr.
Seit dem Jahr 2000 setzt Concepcion die Richtlinien des Centro Ecoturistico de Protección zum Umweltschutz um, insbesondere zur Verwertung von festen Abfällen.

## Sehenswürdigkeiten
Zu den Sehenswürdigkeiten zählen die Statue Virgen de la Concepcion im Park Complejo Turistico Piedra Parada und die Kirche Iglesia de La Immaculada Concepción.